# Port de Torres
Port de Torres (en català antic lo Port, en sasserès Posthudorra i en italià Porto Torres) és un municipi italià, situat a la regió de Sardenya i a la província de Sàsser. L'any 2008 tenia 22.289 habitants. Es troba a la regió de Nurra. Limita amb el municipi de Sàsser.

## Administració
| Període | Identitat        | Partit |
| ------- | ---------------- | ------ |
| 2010-   | Beniamino Scarpa | PD     |